# David Daniels (Sänger)
David Daniels (* 12. März 1966 in Spartanburg, South Carolina) ist ein US-amerikanischer Opernsänger (Countertenor).

## Leben
Er begann seine Karriere als Sängerknabe und später als Tenor. Er studierte Musik am College-Conservatory of Music Cincinnati. Da seine Ergebnisse als Tenor ihn nicht zufriedenstellten, wechselte Daniels während seiner Aufbaustudienzeit an der University of Michigan ins Countertenor-Fach.
1999 gab er sein Debüt an der Metropolitan Opera als Sesto in Giulio Cesare. Sein Repertoire umfasst mittlerweile eine Vielzahl von Händel-Opern. Dazu zählen die Titelrolle in Giulio Cesare und Tamerlano, Arsace in Partenope und Arsamene in Serse sowie Bertarido in Rodelinda. Auch sang er Nerone in Monteverdis L’incoronazione di Poppea und die Titelrolle in Orfeo ed Euridice. In Europa ist er vor allem an der Bayerischen Staatsoper in München zu sehen, wo er u. a. Nerone sowie die Titelrollen in Rinaldo und Orlando (2006) und David im Oratorium Saul sang.
David Daniels wurde im Jahre 2014 von der Richterin am Supreme Court, Ruth Bader Ginsburg, mit seinem Partner Scott Walters verheiratet und ist einer der wenigen Opernsänger, die öffentlich über ihre Homosexualität sprechen.
Ende Januar 2019 wurde er zusammen mit seinem Partner im US-Bundesstaat Michigan verhaftet. Ihnen wurde vorgeworfen, im Jahr 2010 einen jungen Kollegen unter Drogen gesetzt und gemeinschaftlich vergewaltigt zu haben. Die beiden stritten dies zunächst ab und sprachen von einvernehmlichen Sex. Daniels bekannte sich am 4. August 2023 zusammen mit seinem Partner vor Gericht überraschend schuldig. Beide erwartet nun eine achtjährige Bewährungsstrafe sowie eine lebenslange Eintragung als Sexualstraftäter.

## Auszeichnung
- 2006: Echo Klassik in der Kategorie Operneinspielung des Jahres (A. Vivaldi: Bajazet)